# Gwiazdy Hollywood Walk of Fame

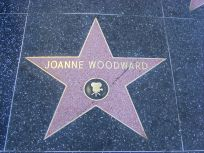
Gwiazda Joanne Woodward (na zdj. w 2010), która jako pierwsza pojawiła się w Alei

Pierwsza gwiazda pojawiła się w 1960 dla Joanne Woodward, jedna z największych atrakcji turystycznych Hollywood.
Poniższa lista zawiera wybrane spośród ok. 2400 osób posiadających gwiazdy na bulwarze Hollywood lub na Vine Street. Należą one do osób szczególnie nagrodzonych takimi nagrodami jak Oscar, Złoty Glob bądź też mają na swoim koncie platynową płytę. Sportowcy w poniższej liście zostali nagrodzeni minimum jednym złotym medalem. Osobna sekcja zawiera wszystkie gwiazdy Polaków bez względu na kryterium nagrody.

## Aktorzy

### A
- Jack Albertson[1]
- Alan Alda[2]
- Debbie Allen[3]
- Tim Allen[4]
- Kirstie Alley[5]
- June Allyson[6]
- Don Ameche[7]
- Julie Andrews[8]
- Ann-Margret[9]
- George Arliss[10]
- Patricia Arquette[11]
- Edward Asner[12]
- Fred Astaire[13]
- Mary Astor[14]

### B
- Lauren Bacall
- Jim Backus
- Kevin Bacon
- Lloyd Bacon
- King Baggot
- Jack Bailey
- Pearl Bailey
- Fay Bainter
- Anita Baker
- Art Baker
- Carroll Baker
- Kenny Baker
- Phil Baker
- Lucille Ball
- Anne Bancroft
- Antonio Banderas
- Tallulah Bankhead
- Vilma Bánky
- Theda Bara
- Lynn Bari
- Bob Barker
- Lohman & Barkley
- Binnie Barnes
- Pepe Barreto
- Mona Barrie
- Wendy Barrie
- Bessie Barriscale
- Blue Barron
- Gene Barry
- Drew Barrymore
- Ethel Barrymore
- John Barrymore
- John Drew Barrymore
- Lionel Barrymore
- Richard Barthelmess
- Freddie Bartholomew
- Billy Barty
- Richard Basehart
- Count Basie
- Kim Basinger
- Lina Basquette
- Anne Baxter
- Frank C. Baxter
- Les Baxter
- Warner Baxter
- Beverly Bayne
- The Beach Boys
- The Beatles
- William Beaudine
- Noah Beery Jr.
- Wallace Beery
- Bee Gees
- Brian Beirne
- Harry Belafonte
- Madge Bellamy
- Ralph Bellamy
- Donald Bellisario
- John Belushi
- Bea Benaderet
- Robert Benchley
- William Bendix
- Tex Beneke
- Belle Bennett
- Constance Bennett
- Joan Bennett
- Tony Bennett
- Jack Benny
- George Benson
- John Beradino
- Edgar Bergen
- Ingrid Bergman
- Milton Berle
- Irving Berlin
- Ernani Bernardi
- Sarah Bernhardt
- Ben Bernie
- Elmer Bernstein
- Leonard Bernstein
- Chuck Berry
- Halle Berry
- Edna Best
- Charles Bickford
- E. Power Biggs
- Constance Binney
- Big Bird
- Clint Black
- Sidney Blackmer
- Carlyle Blackwell
- Mel Blanc
- Joan Blondell
- Ben Blue
- Monte Blue
- Ann Blyth
- Betty Blythe
- Eleanor Boardman
- Andrea Bocelli
- Humphrey Bogart
- Mary Boland
- John Boles
- Ryszard Bolesławski
- Ray Bolger
- Michael Bolton
- Ford Bond
- Ward Bond
- Debby Boone
- Pat Boone
- Shirley Booth
- Olive Borden
- Victor Borge
- Ernest Borgnine
- Frank Borzage
- Hobart Bosworth
- Clara Bow
- John Bowers
- Billy Boyd
- Jimmy Boyd
- William Boyd
- Charles Boyer
- Eddie Bracken
- Ray Bradbury
- Terry Bradshaw
- Alice Brady
- Marlon Brando
- Tom Breneman
- Walter Brennan
- Evelyn Brent
- George Brent
- Teresa Brewer
- Mary Brian
- Fanny Brice
- Beau Bridges
- Jeff Bridges
- Lloyd Bridges
- Ray Briem
- David Brin
- David Brinkley
- Elton Britt
- Barbara Britton
- Cubby Broccoli
- James Brolin
- Charles Bronson
- Hillary Brooke
- Garth Brooks
- Richard Brooks
- Pierce Brosnan
- Nicholas Brothers
- Cecil Brown
- Clarence Brown
- Harry Joe Brown
- Joe E. Brown
- Johnny Mack Brown
- Les Brown
- Tom Brown
- Vanessa Brown
- Tod Browning
- Dave Brubeck
- Yul Brynner
- Sandra Bullock
- Królik Bugs
- John Bunny
- Billie Burke
- Sonny Burke
- Carol Burnett
- Smiley Burnette
- Bob Burns
- George Burns
- Raymond Burr
- Bill Burrud
- LeVar Burton
- Tim Burton
- Mae Busch
- Francis X. Bushman
- David Butler
- Charles Butterworth
- Red Buttons
- Pat Buttram
- Spring Byington
- The Byrds

### C
- James Caan
- Sid Caesar
- Nicolas Cage
- James Cagney
- Sammy Cahn
- Alice Calhoun
- Rory Calhoun
- Maria Callas
- James Cameron
- Rod Cameron
- Glen Campbell
- Stephen J. Cannell
- Dyan Cannon
- Judy Canova
- Cantinflas
- Eddie Cantor
- Yakima Canutt
- Frank Capra
- Drew Carey
- Harry Carey
- Harry Carey Jr.
- Macdonald Carey
- Frankie Carle
- George Carlin
- Kitty Carlisle
- Mary Carlisle
- Richard Carlson
- Hoagy Carmichael
- Art Carney
- Ken Carpenter
- The Carpenters
- Leslie Caron
- Vikki Carr
- David Carradine
- John Carradine
- Keith Carradine
- Jim Carrey
- Leo Carrillo
- Diahann Carroll
- Madeleine Carroll
- Nancy Carroll
- Jack Carson
- Jeannie Carson
- Johnny Carson
- Benny Carter
- Enrico Caruso
- Pablo Casals
- Johnny Cash
- Syd Cassyd
- Peggie Castle
- Gilbert Cates
- Walter Catlett
- Joan Caulfield
- Carmen Cavallaro
- Bennett Cerf
- John Chambers
- Stan Chambers
- Marge Champion
- Jackie Chan
- Jeff Chandler
- Lon Chaney Sr.
- Carol Channing
- Charlie Chaplin
- Marguerite Chapman
- Cyd Charisse
- Ray Charles
- Charley Chase
- Chevy Chase
- Ilka Chase
- Ruth Chatterton
- Virginia Cherrill
- Maurice Chevalier
- Chicago
- Al Christie
- Charles Christie
- Chester Conklin
- Ina Claire
- Buddy Clark
- Dane Clark
- Dick Clark
- Fred Clark
- Marguerite Clark
- Roy Clark
- Ethel Clayton
- Jan Clayton
- James Cleveland
- Montgomery Clift
- Patsy Cline
- George Clooney
- Rosemary Clooney
- Andy Clyde
- Charles Coburn
- Imogene Coca
- Iron Eyes Cody
- James M. Cohan
- Arthur Cohn
- Claudette Colbert
- Natalie Cole
- Nat King Cole
- Constance Collier
- William Collier
- Gary Collins
- Joan Collins
- Michael Collins
- Phil Collins
- Bud Collyer
- Ronald Colman
- Jerry Colonna
- Perry Como
- Betty Compton
- Heinie Conklin
- Sean Connery
- Chuck Connors
- John Conte
- Bill Conti
- Jack Conway
- Tom Conway
- Tim Conway
- Jackie Coogan
- Clyde Cook
- Donald Cook
- Sam Cooke
- Alistair Cooke
- Spade Cooley
- Alice Cooper
- Gary Cooper
- Jackie Cooper
- Jeanne Cooper
- Merian C. Cooper
- David Copperfield
- Wendell Corey
- Roger Corman
- Don Cornelius
- Don Cornell
- Charles Correll
- Ricardo Cortez
- Bill Cosby
- Pierre Cossette
- Dolores Costello
- Helene Costello
- Lou Costello
- Maurice Costello
- Kevin Costner
- Joseph Cotten
- Jerome Cowan
- Courtney Cox
- Wally Cox
- Buster Crabbe
- Daniel Craig
- Broderick Crawford
- Joan Crawford
- Creedence Clearwater Revival
- Laird Cregar
- Richard Crenna
- Laura Hope Crews
- Donald Crisp
- John Cromwell
- Richard Cromwell
- Walter Cronkite
- Crosby, Stills and Nash
- Bing Crosby
- Bob Crosby
- Norm Crosby
- Milton Cross
- Scatman Crothers
- Andrae Crouch
- Sheryl Crow
- Russell Crowe
- Tom Cruise
- Frank Crumit
- Celia Cruz
- Penélope Cruz
- Billy Crystal
- Xavier Cugat
- George Cukor
- Bill Cummingham
- Constance Cummings
- Irving Cummings
- Robert Cummings
- Alan Curtis
- Jamie Lee Curtis
- Tony Curtis
- Michael Curtiz
- John Cusack
- Kaley Cuoco-Sweeting

### D
- Arlene Dahl
- Cass Daley
- Dorothy Dalton
- John Daly
- Tyne Daly
- Vic Damone
- Matt Damon
- Viola Dana
- Dorothy Dandridge
- Karl Dane
- Rodney Dangerfield
- Bebe Daniels
- Billy Daniels
- Ted Danson
- Tony Danza
- Bobby Darin
- Linda Darnell
- Jane Darwell
- Delmer Daves
- Marion Davies
- Ann B. Davis
- Bette Davis
- Clive Davis
- Gail Davis
- Jim Davis
- Joan Davis
- Mac Davis
- Miles Davis
- Sammy Davis Jr.
- Dennis Day
- Doris Day
- Laraine Day
- Dead End Kids
- Rosemary DeCamp
- Yvonne De Carlo
- Don DeFore
- Lee De Forest
- Ellen DeGeneres
- Carter DeHaven
- Gloria DeHaven
- Olivia de Havilland
- Marguerite De La Motte
- Vaughn De Leath
- Dom DeLuise
- Cecil B. DeMille
- William C. DeMille
- Buddy DeSylva
- James Dean
- Frances Dee
- Sandra Dee
- Rick Dees
- Kim Delaney
- Dolores del Río
- Roy Del Ruth
- William Demarest
- Richard Denning
- Reginald Denny
- Johnny Depp
- Danny DeVito
- Destiny’s Child
- Bruce Dern
- Laura Dern
- Andy Devine
- Elliott Dexter
- Cameron Diaz
- Angie Dickinson
- Bo Diddley
- Marlene Dietrich
- Phyllis Diller
- Céline Dion
- Disneyland
- Roy Oliver Disney
- Walt Disney
- Richard Dix
- Willie Dixon
- Edward Dmytryk
- Plácido Domingo
- Fats Domino
- Donald Duck
- Peter Donald
- Robert Donat
- Brian Donlevy
- James Doohan
- The Doors
- Marie Doro
- Jimmy Dorsey
- Tommy Dorsey
- Jack Douglas
- Kirk Douglas
- Melvyn Douglas
- Michael Douglas
- Mike Douglas
- Paul Douglas
- Billie Dove
- Morton Downey
- Robert Downey Jr.
- Cathy Downs
- Carmen Dragon
- Jessica Dragonette
- Frances Drake
- Louise Dresser
- Marie Dressler
- Ellen Drew
- Mr. & Mrs. Sidney Drew
- Richard Dreyfuss
- Bobby Driscoll
- Joanne Dru
- Donald Duck
- Howard Duff
- Patty Duke
- Faye Dunaway
- James Dunn
- Irene Dunne
- Philip Dunne
- Mildred Dunnock
- Jerry Dunphy
- Duran Duran
- Jimmy Durante
- Deanna Durbin
- Charles Durning
- Dan Duryea
- Robert Duvall
- Ann Dvorak
- Allan Dwan
- Bob Dylan

### E
- The Eagles
- Earth, Wind and Fire
- George Eastman
- Clint Eastwood
- Roger Ebert
- Belinda Esterhammer
- Buddy Ebsen
- Billy Eckstine
- Nelson Eddy
- Barbara Eden
- Robert Edeson
- Thomas Edison
- Kenny Edmunds
- Ralph Edwards
- Steve Edwards
- Zac Efron
- Duke Ellington
- Mischa Elman
- Faye Emerson
- Dick Enberg
- John Ericson
- Leon Errol
- Stuart Erwin
- Gloria Estefan
- Ruth Etting
- Bob Eubanks
- Dale Evans
- Linda Evans
- Madge Evans
- Robert Evans
- Livingston et Evans
- Chad Everett
- The Everly Brothers

### F
- Fabian
- Nanette Fabray
- Max Factor
- Clifton Fadiman
- Douglas Fairbanks
- Douglas Fairbanks Jr.
- Jerry Fairbanks
- Percy Faith
- Jim Falkenburg
- Chris Farley
- Dustin Farnum
- William Farnum
- Jamie Farr
- Geraldine Farrar
- Charles Farrell
- Glenda Farrell
- John Farrow
- William Faversham
- Farrah Fawcett
- Frank Fay
- Alice Faye
- Julia Faye
- Frank Faylen
- Louise Fazenda
- Don Fedderson
- José Feliciano
- Verna Felton
- Freddie Fender
- George Fenneman
- Helen Ferguson
- Alejandro Fernandez
- Vicente Fernandez
- José Ferrer
- Mel Ferrer
- Stepin Fetchit
- Jimmie Fidler
- Arthur Fiedler
- Virginia Field
- Gracie Fields
- W.C. Fields
- Ralph Fiennes
- Fifth Dimension
- Colin Firth
- Eddie Fisher
- George Fisher
- Hal Fishman
- Barry Fitzgerald
- Ella Fitzgerald
- Geraldine Fitzgerald
- George Fitzmaurice
- James A. Fitzpatrick
- Kirsten Flagstad
- Fleetwood Mac
- Rhonda Fleming
- Victor Fleming
- Errol Flynn
- Nina Foch
- John Fogerty
- Red Foley
- Henry Fonda
- Peter Fonda
- Joan Fontaine
- Dick Foran
- June Foray
- Scott Forbes
- Glenn Ford
- Harrison Ford
- Harrison Ford
- John Ford
- Tennessee Ernie Ford
- John Forsythe
- Preston Foster
- The Four Step Brothers
- The Four Tops
- Michael J. Fox
- William Fox
- Eddie Foy
- Peter Frampton
- Zino Francescatti
- Anne Francis
- Arlene Francis
- Kay Francis
- Don Francisco
- Aretha Franklin
- Sidney Franklin
- Dennis Franz
- William Frawley
- Stan Freberg
- Pauline Frederick
- Alan Freed
- Y. Frank Freeman
- Morgan Freeman
- William Friedkin
- Charles Fries
- Lefty Frizzell
- Jane Froman
- Robert Fuller
- Annette Funicello
- Betty Furness

### G
- Kenny G
- Clark Gable
- Eva Gabor
- Zsa Zsa Gabor
- Juan Gabriel
- Helen Gahagen
- Amelita Galli-Curci
- Greta Garbo
- Andy García
- Ava Gardner
- Ed Gardner
- John Garfield
- Beverly Garland
- Judy Garland
- James Garner
- Peggy Ann Garner
- Tay Garnett
- Betty Garrett
- Dave Garroway
- Greer Garson
- Marvin Gaye
- Janet Gaynor
- Mitzi Gaynor
- Genesis
- George Gershwin &
- Ira Gershwin
- Floyd Gibbons
- Leeza Gibbons
- Georgia Gibbs
- Deborah Gibson
- Hoot Gibson
- Beniamino Gigli
- Billy Gilbert
- John Gilbert
- Melissa Gilbert
- Paul Gilbert
- Dizzy Gillespie
- Mickey Gilley
- Dorothy Gish
- Lillian Gish
- Louise Glaum
- Jackie Gleason
- James Gleason
- Sharon Gless
- Harlem Globetrotters
- George Gobel
- Paulette Goddard
- Arthur Godfrey
- Earl Godwin
- Godzilla
- Leonard Goldberg
- Whoopi Goldberg
- Edwin F. Goldman
- Samuel Goldwyn
- Cuba Gooding Jr.
- Al Goodman
- Benny Goodman
- Mark Goodson
- Bill Goodwin
- Gale Gordon
- Berry Gordy
- Mike Gore
- Freeman Fisher Gosden
- Louis Gossett Jr.
- Jetta Goudal
- Morton Gould
- Robert Goulet
- Betty Grable
- Billy Graham
- Gloria Grahame
- Kelsey Grammer
- Farley Granger
- Bonita Granville
- Cary Grant
- Johnny Grant
- Sid Grauman
- Gilda Gray
- Glen Gray
- Kathryn Grayson
- Brian Grazer
- Alfred Green
- John Green
- Mitzi Green
- Harold Green
- Lorne Greene
- Charlotte Greenwood
- Jane Greer
- Joel Grey
- Merv Griffin
- Andy Griffith
- Corinne Griffith
- D.W. Griffith
- Raymond Griffith
- Rupert Grint
- Robert Guillaume
- Texas Guinan
- Alec Guinness
- Arlo Guthrie
- Woody Guthrie
- Edmund Gwenn

### H
- Buddy Hackett
- Jean Hagen
- Dan Haggerty
- Don Haggerty
- Larry Hagman
- William Haines
- Jester Hairston
- Alan Hale Sr.
- Alan Hale Jr.
- Barbara Hale
- Creighton Hale
- Bill Haley & His Comets
- Jack Haley
- Arsenio Hall
- Conrad Hall
- John Hall
- Jon Hall
- Monty Hall
- Ed Harris
- Mark Harmon
- Stuart Hamblen
- Rusty Hamer
- Linda Hamilton
- Lloyd Hamilton
- Lionel Hampton
- Herbie Hancock
- Bill Handel
- Tom Hanks
- Hanna-Barbera
- Ann Harding
- Cedric Hardwicke
- Oliver Hardy
- Jean Harlow
- Arlene Harris
- Mildred Harris
- Phil Harris
- Rex Harrison
- Ray Harryhausen
- John Hart
- Mary Hart
- William S. Hart
- Mariette Hartley
- David Hasselhoff
- Signe Hasso
- Henry Hathaway
- Raymond Hatton
- June Haver
- June Havoc
- Bob Hawk
- Howard Hawks
- Bill Hay
- Sessue Hayakawa
- Gabby Hayes
- Helen Hayes
- Isaac Hayes
- Dick Haymes
- Dick Haynes
- Will H. Hays
- Louis Hayward
- Susan Hayward
- Rita Hayworth
- Edith Head
- Jim Healy
- Chick Hearn
- Heart
- Eileen Heckart
- Tippi Hedren
- Van Heflin
- Hugh Hefner
- Horace Heidt
- Jascha Heifetz
- Florence Henderson
- Jimi Hendrix
- Sonja Henie
- Paul Henreid
- Jim Henson
- Audrey Hepburn
- Katharine Hepburn
- Hugh Herbert
- Jerry Herman
- Pee-Wee Herman
- Chick Hern
- Jean Hersholt
- Charlton Heston
- Eddie Heywood
- Al Hibbler
- Benny Hill
- Faith Hill
- Alfred Hitchcock
- John Hodiak
- William Holden
- Judy Holliday
- Earl Holliman
- Buddy Holly
- Billie Holiday
- Celeste Holm
- Burton Holmes
- Phillips Holmes
- Taylor Holmes
- Jack Holt
- John Lee Hooker
- Bob Hope
- Dolores Hope
- Anthony Hopkins
- Linda Hopkins
- Miriam Hopkins
- Hedda Hopper
- Lena Horne
- Vladimir Horowitz
- Edward Everett Horton
- Houdini
- Eddy Howard
- John Howard
- Leslie Howard
- Ron Howard
- William K. Howard
- Rock Hudson
- Rochelle Hudson
- Felicity Huffman
- Josephine Hull
- Warren Hull
- Bruce Humberstone
- Engelbert Humperdinck
- Frazier Hunt
- Marsha Hunt
- PeeWee Hunt
- Jeffrey Hunter
- Kim Hunter
- Tab Hunter
- Gale Anne Hurd
- Marlin Hurt
- Ted Husing
- Ferlin Husky
- Ruth Hussey
- John Huston
- Walter Huston
- Betty Hutton

### I
- Julio Iglesias
- Thomas H. Ince
- Pedro Infante
- Rex Ingram
- Jill Ireland
- John Ireland
- José Iturbi

### J
- Hugh Jackman
- Janet Jackson
- Mahalia Jackson
- Samuel L. Jackson
- Sherry Jackson
- The Jacksons
- Dean Jagger
- Jimmy Jam et Terry Lewis
- Dennis James
- Etta James
- Harry James
- Joni James
- Sonny James
- Elsie Janis
- Emil Jannings
- David Janssen
- Maurice Jarre
- Al Jarreau
- Jaime Jarrin
- Anne Jeffreys
- Herb Jeffreys
- Gordon Jenkins
- Adele Jenkins
- George Jessel
- Isabel Jewell
- Norman Jewison
- Elton John
- Ben Johnson
- Don Johnson
- Nunnally Johnson
- Van Johnson
- Magic Johnson
- Al Jolson
- Allan Jones
- Buck Jones
- Chuck Jones
- Dick Jones
- Jack Jones
- Jennifer Jones
- Quincy Jones
- Spike Jones
- Tom Jones
- Tommy Lee Jones
- Victor Jory
- José José
- Louis Jourdan
- Journey
- Leatrice Joy
- Katy Jurado

### K
- Kitty Kallen
- Herbert Kalmus
- Boris Karloff
- Casey Kasem
- Danny Kaye
- Sammy Kaye
- Elia Kazan
- Buster Keaton
- Howard Keel
- Ruby Keeler
- Bill Keene
- Bob Keeshan
- Annette Kellerman
- DeForest Kelley
- Gene Kelly
- Grace Kelly
- Nancy Kelly
- Arthur Kennedy
- John B. Kennedy
- Edgar Kennedy
- George Kennedy
- Madge Kennedy
- Patsy Kensit
- Stan Kenton
- Kermit Żaba
- Deborah Kerr
- J.M. Kerrigan
- Norman Kerry
- Nicole Kidman
- Dorothy Kilgallen
- Andrea King
- B.B. King
- John Reed King
- Larry King
- PeeWee King
- Peggy King
- Wayne King
- Ben Kingsley
- Joe Kirkwood Jr.
- Dorothy Kirsten
- Kiss
- Eartha Kitt
- Werner Klemperer
- Jack Klugman
- Gladys Knight
- Evelyn Knight
- Raymond Knight
- Ted Knight
- Don Knotts
- Patric Knowles
- Beyoncé Knowles
- Peggy Knudsen
- Theodore Kosloff
- Henry Koster
- Ernie Kovacs
- Dave Koz
- Stanley Kramer
- Fritz Kreisler
- Kurt Krueger
- Otto Kruger
- Kay Kyser

### L
- Rod La Rocque
- Julius La Rosa
- Patti LaBelle
- Demi Lovato
- Art Laboe
- Gregory LaCava
- Alan Ladd
- Cheryl Ladd
- Jim Ladd
- Carl Laemmle
- Frankie Laine
- Alice Lake
- Arthur Lake
- Veronica Lake
- Jack LaLanne
- Barbara La Marr
- Hedy Lamarr
- Dorothy Lamour
- Burt Lancaster
- Martin Landau
- Elissa Landi
- Carole Landis
- Michael Landon
- Klaus Landsberg
- Abbe Lane
- Dick Lane
- Sidney Lanfield
- Fritz Lang
- Walter Lang
- Harry Langdon
- Frances Langford
- Angela Lansbury
- Joe Lansing
- Sherry Lansing
- Walter Lantz
- Mario Lanza
- Laura La Plante
- Glen A. Larson
- Jesse Lasky
- Lassie
- Charles Laughton
- Stan Laurel
- Peter Lawford
- Barbara Lawrence
- Carol Lawrence
- Steve Lawrence & Eydie Gormé
- Cloris Leachman
- Norman Lear
- Francis Lederer
- Led Zeppelin
- Anna Lee
- Bruce Lee
- Gypsy Rose Lee
- Lila Lee
- Michelle Lee
- Peggy Lee
- Pinky Lee
- Spike Lee
- Lotte Lehmann
- Janet Leigh
- Vivien Leigh
- Mitchell Leisen
- Jack Lemmon
- John Lennon
- The Lennon Sisters
- Jay Leno
- Robert Z. Leonard
- Mervyn LeRoy
- Jack Lescoulie
- Joan Leslie
- Sol Lesser
- Oscar Levant
- Fulton Lewis
- Jerry Lewis
- Jerry Lee Lewis
- Shari Lewis
- Smiley Lewis
- Bill Leyden
- Liberace
- Al Lichtman
- Beatrice Lillie
- Elmo Lincoln
- Margaret Lindsay
- Art Linkletter
- John Lithgow
- Cleavon Little
- Little Jack Little
- Rich Little
- Little Richard
- Anatole Litvak
- Mary Livingstone
- Frank Lloyd
- Harold Lloyd
- Andrew Lloyd Webber
- Gene Lockhart
- June Lockhart
- Kathleen Lockhart
- Heather Locklear
- Marcus Loew
- Joshua Logan
- Kenny Loggins
- Al Lohman
- Carole Lombard
- Guy Lombardo
- Julie London
- Vincent Lopez
- Jennifer Lopez
- Cachao López
- Marjorie Lord
- Phillips Lord
- Sophia Loren
- Chuck Lorre
- Peter Lorre
- Anita Louise
- Bessie Love
- Frank Lovejoy
- Edmund Lowe
- Jim Lowe
- Myrna Loy
- Siegmund Lubin
- Ernst Lubitsch
- Norman Luboff
- Susan Lucci
- Allen Ludden
- Béla Lugosi
- Paul Lukas
- Keye Luke
- Auguste Lumiere
- Louis Lumiere
- Humberto Luna
- Art Lund
- Ida Lupino
- John Lupton
- Frank Luther
- A.C. Lyles
- Frankie Lymon
- Diana Lynn
- Loretta Lynn
- Ben Lyon
- Bert Lytell

### M
- Jeanette MacDonald
- Katherine MacDonald
- Gisele MacKenzie
- Shirley MacLaine
- Barton MacLane
- Fred MacMurray
- Jeanie MacPherson
- Gordon MacRae
- Helen Mack
- Ted Mack
- William H. Macy
- Johnny Maddox
- Guy Madison
- Anna Magnani
- Lee Majors
- Makoto Iwamatsu
- Karl Malden
- Dorothy Malone
- Ted Malone
- Rouben Mamoulian
- Henry Mancini
- Barry Manilow
- Joseph L. Mankiewicz
- Anthony Mann
- Delbert Mann
- Hank Mann
- Jayne Mansfield
- Mantovani
- Fredric March
- Hal March
- Mark et Brian
- Bob Marley
- J. Paul Marley
- Jess Marlow
- Mae Marsh
- Garry Marshall
- George Marshall
- Herbert Marshall
- Penny Marshall & Cindy Williams
- Dean Martin
- Freddy Martin
- Marion Martin
- Mary Martin
- Steve Martin
- Tony Martin
- Groucho Marx
- Lee Marvin
- James Mason
- Ilona Massey
- Raymond Massey
- Johnny Mathis
- Walter Matthau
- Victor Mature
- Louis B. Mayer
- Ken Maynard
- Archie Mayo
- Virginia Mayo
- May McAvoy
- Mary Margaret McBride
- Irish McCalla
- Mercedes McCambridge
- Leo McCarey
- Clem McCarthy
- Paul McCartney
- Doug McClure
- Patty McCormick
- Clyde McCoy
- Tim McCoy
- Tex McCrary
- Joel McCrea
- Hattie McDaniel
- Ed McDonnell
- Roddy McDowall
- Reba McEntire
- George McFarland, („Spanky”)
- Fibber McGee & Molly
- Tim McGraw
- Dorothy McGuire
- Rod McKuen
- Victor McLaglen
- Norman Z. McLeod
- Vince McMahon
- Ed McMahon
- Graham McNamee
- Don McNeill
- Steve McQueen
- Larry McCormick
- Audrey Meadows
- Tim Meadows
- George Meeker
- Thomas Meighan
- Meiklejohn
- George Melachrino
- James Melton
- Rafael Mendez
- Adolphe Menjou
- Yehudi Menuhin
- Johnny Mercer
- Burgess Meredith
- Una Merkel
- Ethel Merman
- Robert Merrill
- Metallica
- Al Michaels
- Lorne Michaels
- Oscar Micheaux
- Bette Midler
- Luis Miguel
- Vera Miles
- Lewis Milestone
- Ray Milland
- Ann Miller
- Glenn Miller
- Marilyn Miller
- Mitch Miller
- Steve Miller Band
- Mills Brothers
- Nathan Milstein
- The Miracles
- Yvette Mimieux
- Liza Minnelli
- Vincente Minnelli
- Kylie Minogue
- Mary Miles Minter
- Ken Minyard & Robert Arthur
- Carmen Miranda
- Lin-Manuel Miranda
- Everett Mitchell
- Guy Mitchell
- Thomas Mitchell
- Robert Mitchum
- Tom Mix
- Hal Mohr
- Thelonious Monk
- The Monkees
- Marilyn Monroe
- Vaughn Monroe
- Ricardo Montalbán
- Pierre Monteux
- Robert Montgomery
- Art Mooney
- Clayton Moore
- Constance Moore
- Demi Moore
- Dudley Moore
- Garry Moore
- Grace Moore
- Mary Tyler Moore
- Matt Moore
- Owen Moore
- Roger Moore
- Terry Moore
- Tom Moore
- Victor Moore
- Agnes Moorehead
- Polly Moran
- Madoka Ozawa
- Antonio Moreno
- Rita Moreno
- Frank Morgan
- Henry Morgan
- Michèle Morgan
- Ralph Morgan
- Robert W. Morgan
- Russ Morgan
- Pat Morita
- Doug Morris
- Carlton E. Morse
- Ella Mae Morse
- Jerry Moss
- Mötley Crüe
- Mickey Mouse
- Jack Mulhall
- Jean Muir
- Richard Mulligan
- Paul Muni
- Ona Munson
- Dennis Muren
- Audie Murphy
- Eddie Murphy
- George Murphy
- Charlie Murphy
- Anne Murray
- Don Murray
- Ken Murray
- Mae Murray
- Edward R. Murrow
- Carmel Myers
- Mike Myers
- Muppety

### N
- Jim Nabors
- Conrad Nagel
- J. Carrol Naish
- Nita Naldi
- Ogden Nash
- Ramón Novarro
- Alla Nazimova
- James Nederlander
- Pola Negri
- Jean Negulesco
- Marshall Neilan
- Barry Nelson
- David Nelson
- Gene Nelson
- Harriet Nelson
- Ozzie Nelson
- Ricky Nelson
- John Nesbitt
- Mace Neufeld
- Bob Newhart
- Alfred Newman
- Paul Newman
- Randy Newman
- Wayne Newton
- Olivia Newton-John
- Fred Niblo
- Nichelle Nichols
- Jack Nicholson
- Leslie Nielsen
- Chuck Niles
- Ken Niles
- Wendell Niles
- Anna Q. Nilsson
- Leonard Nimoy
- David Niven
- Marian Nixon
- Lloyd Nolan
- Mabel Normand
- Chuck Norris
- Kim Novak

### O
- Hugh O’Brian
- Dave O’Brien
- Edmond O’Brien
- Eugene O’Brien
- George O’Brien
- Margaret O’Brien
- Pat O’Brien
- Carroll O’Connor
- Donald O’Connor
- Molly O’Day
- George O’Hanlon
- Maureen O’Hara
- Walter O’Keefe
- Ed O’Neill
- Henry O’Neill
- Michael O’Shea
- Maureen O’Sullivan
- Jack Oakie
- Merle Oberon
- Edna May Oliver
- Laurence Olivier
- Edward James Olmos
- Mary-Kate Olsen et Ashley Olsen
- Tony Orlando
- Eugene Ormandy
- Kenny Ortega
- Ozzy Osbourne
- Osmond Family
- Buck Owens
- Gary Owens
- Robert Odenkirk

### P
- Jack Paar
- Ignacy Jan Paderewski
- Anita Page
- Jimmy Page
- Patti Page
- Janis Paige
- George Pal
- Jack Palance
- Eugene Pallette
- Lilli Palmer
- Gwyneth Paltrow
- Franklin Pangborn
- Eleanor Parker
- Frank Parker
- Jean Parker
- Harry Parke („Parkyakarkus”)
- Helen Parrish
- Louella Parsons
- Dolly Parton
- Joe Pasternak
- Les Paul et Mary Ford
- Katína Paxinoú
- John Payne
- Al Pearce
- Jack Pearl
- Drew Pearson
- Harold Peary
- Gregory Peck
- Jan Peerce
- Joe Penner
- George Peppard
- Anthony Perkins
- Gigi Perreau
- Jack Perrin
- Bernadette Peters
- Brock Peters
- Susan Peters
- William Petersen
- Oscar Peterson
- Tom Petty
- Michelle Pfeiffer
- Regis Philbin
- Dorothy Phillips
- Jack Pickford
- Mary Pickford
- Walter Pidgeon
- Webb Pierce
- La famille Pierreafeu
- Pink Floyd
- Ezio Pinza
- Sons of the Pioneers
- ZaSu Pitts
- Brad Pitt
- Robert Plant
- The Pointer Sisters
- Sidney Poitier
- Snub Pollard
- Lily Pons
- Natalie Portman
- Harry Potter
- David Powell
- Dick Powell
- Eleanor Powell
- Jane Powell
- William Powell
- Tyrone Power
- Stefanie Powers
- Mala Powers
- Pérez Prado
- Otto Preminger
- Elvis Presley
- Marie Prevost
- Vincent Price
- Charley Pride
- William Primrose
- Aileen Pringle
- Freddie Prinze
- Jon Provost
- Richard Pryor
- Tito Puente
- George Putnam
- Denver Pyle
- Jim Parsons

### Q
- Dennis Quaid
- Randy Quaid
- Queen
- Anthony Quinn

### R
- Daniel Radcliffe
- Gilda Radner
- Charlotte Rae
- George Raft
- Luise Rainer
- Claude Rains
- Ella Raines
- Bonnie Raitt
- John Raitt
- Esther Ralston
- Vera Ralston
- Marjorie Rambeau
- Tony Randall
- Basil Rathbone
- Lou Rawls
- Ray Charles
- Johnnie Ray
- Martha Raye
- Gene Raymond
- Ronald Reagan
- Helen Reddy
- Donna Reed
- Della Reese
- Christopher Reeve
- George Reeves
- Keanu Reeves
- Wallace Reid
- Carl Reiner
- Rob Reiner
- Irving Reis
- Ivan Reitman
- Lee Remick
- Duncan Renaldo
- Henry Rene
- Ray Rennahan
- Jean Renoir
- Burt Reynolds
- Debbie Reynolds
- Marjorie Reynolds
- Quentin Reynolds
- Grantland Rice
- Buddy Rich
- Irene Rich
- Lionel Richie
- Don Rickles
- Nelson Riddle
- Tommy & Betty Lou Riggs
- Robert Riley
- Rin Tin Tin
- John Ritter
- Tex Ritter
- Ritz Brothers
- Joan Rivers
- Hal Roach
- Harold Robbins
- Marty Robbins
- Perry Robinson
- Doris Roberts
- Cliff Robertson
- Dale Robertson
- Paul Robeson
- Mark Robson
- Edward G. Robinson
- Smokey Robinson
- Eddie Anderson
- Chris Rock
- Gene Roddenberry
- Buddy Rogers
- Fred Rogers
- Ginger Rogers
- Kenny Rogers
- Jimmie Rodgers
- Roy Rogers
- Will Rogers
- Gilbert Roland
- Ruth Roland
- The Rolling Stones
- Ruth Roman
- Cesar Romero
- Mickey Rooney & Jan Rooney
- David Rose
- Charlotte Ross
- Diana Ross
- Marion Ross
- Robert Rossen
- Lillian Roth
- Dan Rowan & Dick Martin
- Richard Rowland
- Siegfried & Roy
- Alma Rubens
- Artur Rubinstein
- Evelyn Rudie
- Charles Ruggles
- Wesley Ruggles
- Rugrats
- Rush
- Gail Russell
- Harold Russell
- Jane Russell
- Mark Russell
- Rosalind Russell
- Ann Rutherford
- Winona Ryder
- Red Hot Chili Peppers

### S
- Sabu
- Shakira
- Carole Bayer Sager
- Eva Marie Saint
- Jill St John
- Pat Sajak
- Soupy Sales
- David Sanborn
- George Sanders
- Julia Sanderson
- Adam Sandler
- Tommy Sands
- Isabel Sanford
- Carlos Santana
- Cristina Saralegui
- Susan Sarandon
- Telly Savalas
- Natalee Sawyer
- George Schalatter
- Joseph Schenck
- Victor Schertzinger
- Lalo Schifrin
- Joseph Schildkraut
- Ernest Schoedsack
- B.P. Schulberg
- Charles Schulz
- Ernestine Schumann-Heink
- Arnold Schwarzenegger
- Martin Scorsese
- George C. Scott
- Martha Scott
- Randolph Scott
- Ridley Scott
- Zachary Scott
- Earl Scruggs
- Vin Scully
- Ryan Seacrest
- George Seaton
- Dorothy Sebastian
- Neil Sedaka
- Kyra Sedgwick
- Bob Seger
- Jerry Seinfeld
- William Selig
- Tom Selleck
- David O. Selznick
- Lewis J. Selznick
- Larry Semon
- Mack Sennett
- Rudolf Serkin
- Rod Serling
- Mark Serrurier
- Dr. Seuss
- Jane Seymour
- Ravi Shankar
- William Shatner
- Artie Shaw
- Robert Shaw
- Harry Shearer
- Norma Shearer
- George Shearing
- Charlie Sheen
- Martin Sheen
- Sidney Sheldon
- Cybill Shepherd
- Ann Sheridan
- Freres Sherman
- Anne Shirley
- Dinah Shore
- Martin Short
- George Sidney
- Sylvia Sidney
- Beverly Sills
- Joel Silver
- Jay Silverheels
- Phil Silvers
- Ginny Simms
- Les Simpson
- Frank Sinatra
- John Singleton
- Penny Singleton
- Gary Sinise
- Red Skelton
- Everett Sloane
- Edward Small
- C. Aubrey Smith
- Carl Smith
- Jack Smith
- Jaclyn Smith
- Kate Smith
- Keely Smith
- Will Smith
- The Smothers Brothers
- Wesley Snipes
- Snow White
- Suzanne Somers
- Sonny and Cher
- Sons of the Pioneers
- Ann Sothern
- John Philip Sousa
- Kevin Spacey
- David Spade
- James Spader
- Britney Spears
- Aaron Spelling
- Arthur Spiegel
- Steven Spielberg
- The Spinners
- Robert Stack
- Hanley Stafford
- Jo Stafford
- John Stahl
- Sylvester Stallone
- John Stamos
- Barbara Stanwyck
- Jeffree Star
- Pauline Starke
- Kay Starr
- Ralph Staub
- Eleanor Steber
- Don Steele
- Rod Steiger
- Ben Stein
- Jules C. Stein
- William Steinberg
- Max Steiner
- Ford Sterling
- Jan Sterling
- Robert Sterling
- Bill Stern
- Isaac Stern
- Connie Stevens
- George Stevens
- Mark Stevens
- Onslow Stevens
- Anita Stewart
- Gloria Stewart
- James Stewart
- Patrick Stewart
- Rod Stewart
- Mauritz Stiller
- Sting
- Frederick Stock
- Leopold Stokowski
- Dean Stockwell
- Leiber and Stoller
- Morris Stoloff
- Andrew L. Stone
- Cliffie Stone
- Ezra Stone
- Fred Stone
- George E. Stone
- Lewis Stone
- Milburn Stone
- Oliver Stone
- Sharon Stone
- Edith Storey
- Gale Storm
- Bill Stout
- Lee Strasberg
- Igor Strawinski
- Meryl Streep
- Barbra Streisand
- Strongheart
- John Sturges
- Preston Sturges
- Subaru WRX Sti
- Sublime
- Margaret Sullavan
- Barry Sullivan
- Ed Sullivan
- Yma Sumac
- Donna Summer
- Supertramp
- The Supremes
- Donald Sutherland
- Mack Swain
- Gloria Swanson
- Gladys Swarthout
- Patrick Swayze
- Blanche Sweet
- Loretta Swit
- Fiodor Szalapin
- József Szigeti

### T
- George Takei
- Mabel Taliaferro
- Constance Talmadge
- Norma Talmadge
- Akim Tamiroff
- Jessica Tandy
- Norman Taurog
- Elizabeth Taylor
- Estelle Taylor
- Kent Taylor
- Rip Taylor
- Robert Taylor
- Ruth Ashton Taylor
- Renata Tebaldi
- Shirley Temple
- Alec Templeton
- The Temptations
- Alice Terry
- John Tesh
- Irving Thalberg
- Phyllis Thaxter
- Blanche Thebom
- Charlize Theron
- Bob Thomas
- Danny Thomas
- Jay Thomas
- John Carlos Thomas
- Lowell Thomas
- Marlo Thomas
- Bill Thompson
- Emma Thompson
- Fred Thomson
- Billy Bob Thornton
- Richard Thorpe
- The Three Stooges
- Lawrence Tibbett
- Gene Tierney
- Steve Tisch
- Genevieve Tobin
- Thelma Todd
- Franchot Tone
- Regis Toomey
- Mel Tormé
- David Torrence
- Ernest Torrence
- Arturo Toscanini
- Maurice Tourneur
- Lee Tracy
- Spencer Tracy
- Helen Traubel
- Randy Travis
- John Travolta
- Arthur Treacher
- Alex Trebek
- Claire Trevor
- Laurence Trimble
- Ernest Truex
- Donald Trump
- Ernest Tubb
- Forrest Tucker
- Sophie Tucker
- Thomas L. Tully
- Charlie Tuna
- Tommy Tune
- Lana Turner
- Ted Turner
- Tina Turner
- Ben Turpin
- Lurene Tuttle
- Helen Twelvetrees
- Liv Tyler
- Cicely Tyson
- Eivind Thomassen

### U
- Robert Urich
- Peter Ustinov
- U2

### V
- Ritchie Valens
- Jack Valenti
- Rudolph Valentino
- Rudy Vallée
- Virginia Valli
- Abigail Van Buren
- Mamie Van Doren
- Dick Van Dyke
- W.S. Van Dyke
- Jo Van Fleet
- Van Halen
- Vivian Vance
- Luther Vandross
- Vera Vauge
- Sarah Vaughan
- Stevie Ray Vaughan
- Robert Vaughn
- Lupe Vélez
- Evelyn Venable
- Billy Vera
- Vera-Ellen
- Elena Verdugo
- King Vidor
- Village People
- Gene Vincent
- Bobby Vinton
- Josef von Sternberg
- Erich von Stroheim
- Harry von Zell

### W
- Lindsay Wagner
- Robert Wagner
- Roger Wagner
- Mark Wahlberg
- Jimmy Wakely
- Clint Walker
- Robert Walker
- Mike Wallace
- Richard Wallace
- Jimmy Wallington
- Raoul Walsh
- Ray Walston
- Bruno Walter
- Barbara Walters
- Charles Walters
- Henry B. Walthall
- Jay Ward
- Fred Waring
- Harry Warner
- Henry B. Warner
- Jack Warner
- Sam Warner
- Ruth Warrick
- Dionne Warwick
- Willard Waterman
- Muddy Waters
- Emma Watson
- John Wayne
- Dennis Weaver
- Sigourney Weaver
- Clifton Webb
- Jack Webb
- Richard Webb
- Lois Weber
- Ted Weems
- Jerry Weintraub
- Johnny Weissmuller
- Raquel Welch
- Lawrence Welk
- Orson Welles
- William A. Wellman
- Bill Welsh
- Mae West
- Paul Weston
- Haskell Wexler
- Alice White
- Betty White
- Jack White
- Jules White
- Pearl White
- Paul Whiteman
- Barbara Whiting
- Margaret Whiting
- Slim Whitman
- Stewart Whitman
- James Whitmore
- Dick Whittinghill
- Richard Widmark
- Henry Wilcoxon
- Cornel Wilde
- Billy Wilder
- Tichi Wilkerson Kassel
- Warren William
- Andy Williams
- Bill Williams
- Billy Dee Williams
- Cindy Williams & Penny Marshall
- Earle Williams
- Esther Williams
- Guy Williams
- Hank Williams
- Joe Williams
- Kathlyn Williams
- Paul Williams
- Robin Williams
- Roger Williams
- Tex Williams
- Bruce Willis
- Dave Willock
- Chill Wills
- Meredith Willson
- Carey Wilson
- Don Wilson
- Lois Wilson
- Marie Wilson
- Nancy Wilson
- Paul Winchell
- Walter Winchell
- Claire Windsor
- Toby Wing
- Winnie the Pooh
- Marie Windsor
- Oprah Winfrey
- Henry Winkler
- Charles Winninger
- Stan Winston
- Hugo Winterhalter
- Jonathan Winters
- Shelley Winters
- Robert Wise
- Jane Withers
- Reese Witherspoon
- David Wolper
- Stevie Wonder
- Anna May Wong
- Natalie Wood
- Sam Wood
- Woody Woodpecker
- James Woods
- Donald Woods
- Joanne Woodward
- Monty Woolley
- Fay Wray
- Teresa Wright
- Jane Wyatt
- Zakk Wylde
- William Wyler
- Jane Wyman
- Ed Wynn
- Keenan Wynn

### Y
- Yes
- Dwight Yoakam
- Michael York
- Alan Young
- Carleton Young
- Clara Kimball Young
- Gig Young
- Loretta Young
- Robert Young
- Roland Young
- Victor Young

### Z
- Florian Zabach
- Darryl F. Zanuck
- Richard D. Zanuck
- Carmen Zapata
- Frank Zappa
- Renée Zellweger
- Robert Zemeckis
- Efrem Zimbalist Jr.
- Hans Zimmer
- Fred Zinnemann
- Adolph Zukor

## Muzycy

### A
- Queen
- Paula Abdul
- Ignacy Jan Paderewski
- AC/DC
- Roy Acuff
- Aerosmith
- Christina Aguilera
- Alabama
- David Bowie
- Michael Jackson
- New Kids On The Block
- The Andrews Sisters
- Billie Joe Armstrong
- Louis Armstrong
- Slash
- Adam Levine
- Michael Bublé
- Snoop Dogg
- P!NK[15]
- Ozzy Osbourne
- Selena Quintanilla-Pérez
- Dr. Dre

## Sportowcy
- Muhammad Ali

## Inne wybitne osoby
- Buzz Aldrin
- Neil Armstrong